# Aérodrome de La Gomera
Pour les articles homonymes, voir GMZ.
L'aérodrome de La Gomera (code IATA : GMZ • code OACI : GCGM) est un aéroport espagnol desservant l'île de La Gomera, dans les Îles Canaries situé au sud de l'île dans la municipalité d'Alajeró, à 34 kilomètres de la capitale (San Sebastián de La Gomera), est le plus récemment créé dans l'archipel des Canaries.

## Histoire
L'aviation sur l'île de La Gomera a commencé dans les années 1950, avec la construction d'un aérodrome privé appelé "El Revolcadero", situé dans la municipalité d'Alajeró, légèrement plus à l'ouest que l'aéroport actuel.
L'aérodrome destiné à un usage privé disposait d'une piste orientée 09-27, d'un hangar et d'une petite cabine qui servait de tour de contrôle. Il était ponctuellement exploité pour des évacuations sanitaires et des travaux de fumigation par voie aérienne.
À partir de 1962, les premières études ont commencé pour construire un aéroport sur l'île sans suite véritable avant d'être reprises en 1975. Cette fois, l'ouverture de l'aéroport de Tenerife Sud et le lancement d'une ligne maritime rapide entre Tenerife et La Gomera retarde encore le projet.
Dans les années 1980, les problématiques d'évacuation sanitaire rendent nécessaire la présence d'un aéroport sur l'île et le 27 juillet 1987, un accord est signé pour la construction de l'aéroport de La Gomera. Le lieu choisi est un plateau en altitude, au sommet de falaises et situé à deux kilomètres de l'aérodrome d'El Revolcadero.
Fin 1990, tout est prêt pour démarrer les travaux et fin 1994 la piste 09-27, le parking avions et les taxiways sont construits. Le terminal passager est terminé en 1999 et adopte la forme d'un bâtiment de deux étages inspiré de l'architecture canarienne.

## Caractéristiques

### Piste
L’aéroport dispose d'une piste en asphalte de 1 500 mètres de long, orientée 09/27.

### Installations
- 1 terminal passagers
- 1 boutique
- 1 cafeteria
- 1 bureau des objets trouvés
- 1 bureau informations
- Bureaux de locations de voitures
- Bureaux de tourisme

## Situation
| \| 20 km1:4 805 000 \| El Hierro Fuerteventura Gran Canaria La Gomera La Palma Lanzarote Tenerife-Nord Tenerife-Sud |
| 20 km1:4 805 000 |

## Compagnies aériennes et destinations
| Compagnies      | Destinations                            |
| --------------- | --------------------------------------- |
| Binter Canarias | Las Palmas/Gran Canaria, Ténériffe-Nord |

Edité le 10/05/2023

## Statistiques
En 2019, cet aéroport a enregistré 77 585 passagers, 2 843 opérations et 1,9 tonne de marchandises.
Pour des raisons techniques, il est temporairement impossible d'afficher le graphique qui aurait dû être présenté ici.

Voir la requête brute et les sources sur Wikidata.

Évolution du trafic passagers par année.
| 2004   | 2005   | 2006   | 2007   | 2008   | 2009   | 2010   | 2011   | 2012   | 2013   | 2014   |
| ------ | ------ | ------ | ------ | ------ | ------ | ------ | ------ | ------ | ------ | ------ |
| 30 774 | 34 496 | 38 852 | 40 569 | 41 890 | 34 605 | 32 252 | 32 713 | 19 707 | 24 469 | 28 897 |